# Framatome
Framatome (vormals Areva NP) ist die Kraftwerksparte des ehemaligen Areva-Konzerns. Der Hauptsitz des Unternehmens befindet sich im Geschäftsviertel La Défense auf dem Territorium der Gemeinde Courbevoie, einer Vorstadt von Paris.
Framatome bietet umfassende Lösungen für die Entwicklung, den Bau und die Instandhaltung von Kernkraftwerken. Das Leistungsspektrum umfasst die Auslegung und Herstellung von Komponenten, die Entwicklung und Fertigung von Kernbrennstoffen und Brennelementen sowie ein breites Portfolio an Serviceleistungen für Reaktoren. Framatome beschäftigt rund 14.000 Mitarbeiter und ist seit 2018 ein Tochterunternehmen der EDF-Gruppe.

## Hintergrund
Die ursprüngliche Framatome (für Franco-Américaine de Constructions Atomiques) wurde 1958 durch Schneider, Merlin Gerin und  Westinghouse gegründet, um unter Lizenz von Westinghouse Druckwasserreaktoren für das französische Nuklearprogramm zu bauen. 2001 wurden die überwiegend im Besitz des französischen Staates befindlichen Framatome und Cogema unter dem Firmennamen Areva zusammengeschlossen.
Ebenfalls 2001 wurde durch den Zusammenschluss von Siemens Nuclear Power (SNP), der Nuklearabteilung von Siemens, und Framatome das Kerntechnikunternehmen Framatome ANP (Advanced Nuclear Power) mit Sitz in Paris gegründet. Siemens war an dem Gemeinschaftsunternehmen mit 34 % beteiligt. Aus den in Deutschland beheimateten Unternehmensteilen der SNP wurde die Framatome ANP GmbH als hundertprozentige Tochtergesellschaft der Framatome ANP gebildet. Die zum 1. März 2006 erfolgte Umbenennung der Framatome ANP in Areva NP sollte die Eingliederung in den Areva-Konzern verdeutlichen; am 1. April 2006 änderte auch die Framatome ANP GmbH ihren Firmennamen in Areva NP GmbH (heute firmierend unter Framatome GmbH).  Am 26. Januar 2009 teilte der Vorstand von Siemens den beabsichtigten Ausstieg aus dem Joint Venture mit. Dieser Ausstieg erfolgte im März 2011 nach den Nuklearunfällen von Fukushima. Am 18. März 2011 verkaufte Siemens ihren Anteil an Areva NP für 1,62 Milliarden Euro an den Mutterkonzern Areva.
Im Juni 2015 beschloss der französische Staat eine Neuordnung des Nuklearsektors in Frankreich. Dazu gehört unter anderem die Entscheidung, den bisherigen Areva-Konzern in zwei Unternehmen aufzuteilen, vorläufig als „Areva NewCo“ (New Company) und „New NP“ bezeichnet. Areva Newco firmiert seit Januar 2018 unter Orano; Areva NP wurde an EDF verkauft und firmiert seither erneut unter Framatome.
Am 22. Dezember 2017 kündigten Areva und EDF an, dass EDF zum 1. Januar 2018 75,5 % von Areva NP von Areva bei einer Bewertung von 2,47 Mrd. Euro erwerben werde; zeitgleich erwarben Mitsubishi Heavy Industries und Assystem jeweils 19,5 % und 5 % des Kapitals.